# 풍자재
풍자재(馮子材, Feng Zicai , 1818년 - 1903년)는 청나라 말기의 군인이다. 자는 취정(翠亭)으로 광동성 흠주 (현재 광시 좡족 자치구) 출신이다.

## 생애
처음에는 향영 부대에 소속되어 태평천국군과 싸웠고, 장국량의 부대에 전속된 부장으로 승진하여, 진강에 주둔했다. 1860년(함풍 10년), 제2차 강남대영 공략에서 장국량이 전사하자 군을 수습하여 총병으로 승진하였고, 진강에 주둔하면서 6년동안 백여 차례 공격을 받았지만, 모두 격퇴했다. 태평천국의 난을 평정한 후 광서제독으로 귀주성의 묘족의 반란을 진압하는데 지원하였고, 오아충, 반신간의 토벌에 나섰다.
그 후 은퇴해 있었지만, 1884년(광서 10년), 청불전쟁이 발발하자 양광총독 장지동에 의해 광서제독에 다시 기용되어 이병형, 왕덕방 등을 이끌고 베트남 북부에서 전투를 벌였다. 이듬해 1885년, 광서순무 반정신의 명령으로 우의관(현재 핑샹시 진남관)에 침공하였고, 중화기를 갖춘 프랑스군에게 창으로 근접전을 시도하여 대승을 거뒀다.(진남관 전투) 청불전쟁이 끝난 후 운남제독이 되었다.
1894년, 청일전쟁이 발발하자 강남에서 옛 부하를 모았는데, 이듬해 1895년, 시모노세키 조약이 체결되었기 때문에 돌아갔다. 1900년, 의화단 운동이 일어나자 다시 군사를 모아 베이징에 들어가려고 했지만, 광서제는 충용을 칭찬하며 제지했다. 그의 사후 용의(勇毅)의 시호가 주어졌다.

## 같이 보기
- 청사고
- 장국량

## 참고 문헌
- 청사고, 459권, 열전 제246